# Лопаткина (деревня)
Лопаткина — деревня в Байкаловском районе Свердловской области. Входит в состав Краснополянского сельского поселения. Управляется Шадринским сельским советом.

## География
Населённый пункт расположен в верховье реки Шавушка в 25 километрах на северо-запад от села Байкалово — административного центра района.

### Часовой пояс
Лопаткина, как и вся Свердловская область, находится в часовой зоне МСК+2. Смещение применяемого времени относительно UTC составляет +5:00.

## Население
| 2002 | 2010 | 2021 |
| ---- | ---- | ---- |
| 174  | ↘146 | ↘99  |

## Инфраструктура
В деревне расположена всего одна улица (им. Н.Л.Чернова).